# Potencjał Yukawy
Potencjał Yukawy – potencjał oddziaływania między nukleonami, zaproponowany w latach 30. XX wieku przez Hidekiego Yukawę. Wyrażany wzorem:
{\displaystyle V(r)=V_{0}{\frac {e^{\frac {-r}{r_{0}}}}{\frac {r}{r_{0}}}}}